# Jak jsme udělali ohňostroj
Jak jsme udělali ohňostroj je kniha pro děti od Vojtěcha Steklače. Je jednou ze série knih, které vyprávějí o partě kluků z pražských Holešovic. Kniha vyšla v roce 1991.
Kniha obsahuje devět krátkých povídek o Boříkovi a jeho kamarádech Čendovi, Mirkovi a Alešovi – například Jak jsem si nahrával, kdy si Bořík nedopatřením nahraje rozhovor svých rodičů ve své nepřítomnosti, nebo Jak jsme hráli vadí nevadí, kdy s klukama hrají hru, kde si mohou škodit – utrhnout límeček košile, hodit botu do kanálu. Povídky jsou zasazeny do různých časových období – odehrávají se před i po sametové revoluci, poprvé se tu vedle třídní učitelky Miroslavy Drábkové objeví i nový třídní učitel Hamáček. V některých povídkách Bořík žije na sídlišti (jako v knize Čenda & spol.), v jiných dosud v Holešovicích. 